# Lansgöl
Lansgöl är en sjö i Nybro kommun i Småland och ingår i Ljungbyåns huvudavrinningsområde.